# Biodiversidad de Caldas
El departamento de Caldas, es un territorio rico en biodiversidad, se encuentra en el corazón de Colombia, uno de los países más ricos a nivel mundial en cuanto a biodiversidad.

## Áreas Naturales protegidas

### Carácter Nacional
- Parque nacional natural Los Nevados
- Parque nacional natural Selva de Florencia
- Bosque natural de la Palma de Cera

#### Carácter Regional
- Bosques de la CHEC (Manizales, Villamaria)
- La Marina (Villamaria)
- Torre 4 (Manizales)
- Rio Blanco (Manizales)
- Sabinas (Manizales)
- Plan Alto (Manizales)
- El Diamante (Aranzazu)
- Tarcará (Aguadas)
- El Popal (Pensilvania)
- La Linda (Pensilvania)
- Distrito de Manejo Integrado Charca de Guarinocito (La Dorada)
- La reserva natural (Victoria, Caldas)

## Fauna
La gran variedad de climas y habitas que ofrece el territorio que comprende Caldas, ha sido propicio para el desarrollo de a fauna de la región, desde los fríos páramos, donde se pueden encontrar desde osos de anteojos, hasta el ave emblema de Colombia, el cóndor de los Andes, en los bosques andinos se encuentra la Danta, monos aulladores y el puma, en las zonas más cálidas del valle del Magdalena, se hallan zorros, osos hormigueros y ciervos, eso si contar con la gran variedad de reptiles que habitan los ecosistemas selváticos y la gran riqueza de aves esparcidas por todo el departamento, con un total de 837 especies, el 45% de las aves que se avistan en Colombia.
Listados de especies del departamento de Caldas:

### Anfibios
| - Anura Ver listaFamilia Bufonidae Atelopus quimbaya Bufo granulosus Bufo haematiticus Bufo marinus Bufo sternosignatus Bufo typhonius Osornophryne percrassa Rhamphophryne rostrata Rhinella granulosa Rhinella marina Familia Centrolenidae Centrolene antioquensis Centrolene buckleyi Centrolene grandisonae * Centrolene prosoblepon Centrolene quindianum Centrolene savagi Cochranella posadae Cochranella punctulata Ruiz Cochranella rosada * Cochranella spilota Cochranella susatamai Hyalinobatrachium colymbiphyllum Hyalinobatrachium fleischmanni Nymphargus grandisone Nymphargus spilotus Familia Craugastoridae Craugastor longirostris Craugastor ftzingeri Hypodactylus latens Pristimantis achatinus Pristimantis alalocophus Pristimantis boulengeri Pristimantis erythropleura Pristimantis gaigei Pristimantis gracilis Pristimantis palmeri Pristimantis permixtus Pristimantis piceus Pristimantis simoterus Pristimantis Pristimantis thectopternus Pristimantis uranobates Pristimantis w-nigrum Familia Dendrobatidae Colostethus bocagei Colostethus fraterdanieli Colostethus palmatus Colostethus ucumari Familia Hemiphractidae Gastrotheca nicefori Hemiphractus johnsoni Familia Hylidae Dendropsophus columbianus Hyloscirtus larinopygion Scinax ruber Familia Leptodactylidae Leptodactylus bolivianus Leptodactylus colombiensis Familia Microhylidae Nelsonophryne aterrima Familia Ranidae Lithobates catesbeianus Rana catesbeiana | - Gymnophiona Ver listaFamilia Caeciliaidae Caecilia caribea * Caecilia thompsoni Familia Typhlonectidae Typhlonectes natans | - Caudata Ver listaFamilia Plethodontidae Bolitoglossa vallecula |

| Algunos anfibios de Caldas y el orden correspondiente |                                 |                    |                                |                            |
|                                                       |                                 |                    |                                |                            |
| Bufo granulosus Anura                                 | Typhlonectes natans Gymnophiona | Scinax ruber Anura | Bolitoglossa vallecula Caudata | Pristimantis palmeri Anura |

### Aves
| - Accipitriformes Ver listaAccipitridae Accipiter bicolor Accipiter cooperii Accipiter striatus Busarellus nigricollis Buteo albicaudatus Buteo albonotatus Buteo brachyurus Buteo leucorrhous Buteo magnirostris Buteo nitidus Buteo platypterus Buteo polyosoma Buteo swainsoni Buteogallus meridionalis Buteogallus urubitinga Chondrohierax uncinatus Circus cyaneus Elanoides forficatus Elanus leucurus Gampsonyx swainsonii Geranoaetus melanoleucus Geranospiza caerulescens Harpagus bidentatus Ictinia mississippiensis Ictinia plúmbea Leptodon cayanensis Leucopternis albicollis Leucopternis prínceps Parabuteo unicinctus Rostrhamus sociabilis Spizaetus isidori Spizaetus omatus Spizaetus tyrannus Pandionidae Pandion haliaetus | - Coraciiformes Ver listaAlcedinidae' Chloroceryle aenea Chloroceryle amazona Chloroceryle americana Chloroceryle inda Megaceryle alcyon Megaceryle torquata Género Hylomanes Hylomanes momotula Género Momotus Momotus aequatorialis Momotus momota Género Baryphthengus Baryphthengus martii Baryphthengus ruficapillus Género Electron Electron platyrhynchum | - Anseriformes Ver listaAnatidae Anas andium Anas discors Anas flavirostris Anas platyrhynchos Aythya affinis Cairina moschata Dendrocygna autumnalis Dendrocygna bicolor Merganetta armata Nomonyx dominicus Oxyura jamaicensis Anhimidae Chauna chavaria | - Apodiformes Ver listaApodidae Chaetura brachyura Chaetura cinereiventris Chaetura spinicaudus Cypselides lemosi Panyptila cayennensis Streptoprocne rutila Streptoprocne zonaris Familia Trochilidae Sub familia Phaethornithinae Género Eutoxeres Eutoxeres aquila Género Glaucis Glaucis hirsutus Género Threnetes Threnetes ruckeri Género Phaethornis Phaethornis yaruqui Phaethornis guy Phaethornis longirostris Phaethornis superciliosus Phaethornis syrmatophorus Phaethornis bourcieri Phaethornis anthophilus Phaethornis squalidus Phaethornis longuemareus Phaethornis striigularis Phaethornis griseogularis Subfamilia Trochilinae Doryfera Doryfera ludovicae Doryfera johannae Campylopterus Campylopterus largipennis Campylopterus falcatus Florisuga Florisuga mellivora Colibrí Colibri delphinae, colibrí pardo Colibri thalassinus, colibrí verdemar Colibri coruscans, colibrí rutilante Anthracothorax Anthracothorax nigricollis Chrysolampis Chrysolampis mosquitus Discosura Discosura conversii Chlorostilbon Chlorostilbon mellisugus Chlorostilbon melanorhynchus Chlorostilbon gibsoni Thalurania Thalurania colombica Thalurania fannyi Thalurania furcata Damophila Damophila julie Lepidopyga Lepidopyga goudoti Amazilia Amazilia tzacat Amazilia amabilis Amazilia cyanifrons Amazilia franciae Amazilia saucerrottei Chalybura Chalybura buffonii Adelomyia Adelomyia melanogenys Heliodoxa Heliodoxa Heliodoxa rubinoides Heliodoxa jacula Urochroa Urochroa bougueri Boissonneaua Boissonneaua flavescens Aglaeactis Aglaeactis cupripennis Lafresnaya Lafresnaya lafresnayi Coeligena Coeligena coeligena Coeligena torquata Coeligena lutetiae Ensifera Ensifera ensifera Pterophanes Pterophanes cyanopterus Heliangelus Heliangelus amethysticollis Heliangelus exortis Eriocnemis Eriocnemis vestita Eriocnemis derbyi Eriocnemis mosquera Haplophaedia Haplophaedia aureliae Urosticte Urosticte benjamini Ocreatus Ocreatus underwoodii Lesbia Lesbia nuna Ramphomicron Ramphomicron microrhynchum Oxypogon Oxypogon guerinii Metallura Metallura tyrianthina Metallura williami Chalcostigma Chalcostigma heteropogon Chalcostigma herrani Opisthoprora Opisthoprora euryptera Aglaiocercus Aglaiocercus kingi Heliothryx Heliothryx barroti Heliomaster Heliomaster longirostris Calliphlox Calliphlox mitchellii Chaetocercus Chaetocercus mulsant Chaetocercus heliodor | - Gruiformes Ver listaAramidae Aramus guarauna Rallidae Anurolimnas viridis Aramides cajanea Fulica americana Gallinula chloropus Laterallus albigularis Neocrex erythrops Pardirallus maculatus Pardirallus nigricans Porphyrio martinica Porzana carolina Incertae sedis Coereba flaveola Mitrospingus cassinii Piprites chloris Saltator atripennis Saltator cinctus Saltator coerulescens Saltator grossus Saltator maximus Saltator striatipectus Tiaris bicolor Tiaris fuliginosus Tiaris obscurus Tiaris olivaceus | - Pelecaniformes Ver listaArdeidae Ardea alba Ardea cocoi Ardea herodias Bubulcus ibis Butorides striata Butorides virescens Cochlearius cochlearius Egretta caerulea Egretta thula Egretta tricolor Ixobrychus exilis Ixobrychusinvolcris Nycticoraz nycticorax Pilherodius pileatus Tigrisoma fasciatum Tigrisoma lineatum Threskiornithidae Mesembrinibis cayennensis Phimosus infuscatus Plegadis falcinellus Theristicus caudatus |

| - Galbuliformes Ver listaBucconidae Género Hypnelus Hypnelus ruficollis Género Malacoptila Malacoptila panamensis Malacoptila mystacalis Género Micromonacha Micromonacha lanceolata Género Monasa Monasa morphoeus Género Nonnula Nonnula frontalis Género Notharchus Notharchus macrorhynchos Notharchus pectoralis Notharchus tectus Género Nystalus Nystalus radiatus Galbulidae Gálbula gálbula Gálbula ruficauda Jacamerops aureus | - Piciformes Ver listaCapitonidae Capito hypoleucus Capito maculicoronatuss Eubucco bourcierii | - Caprimulgiformes Ver listaCaprimulgidae Steatornithidae Steatornis caripensis | - Passeriformes Ver listaVireonidae Cyclarhis gujanensis Cyclarhis nigrirostris Hylophilus flavipes Hylophilus semibrunneus Vireo flavifrons Vireo flavoviridis Vireo leucophrys Vireo olivaceus Vireo philadelphicus Género Phyllomyias Phyllomyias griseiceps Phyllomyias plumbeiceps Phyllomyias nigrocapillu Phyllomyias cinereiceps Género Tyrannulus Tyrannulus elatus Género Myiopagis Myiopagis viridicata Género Elaenia Elaenia flavogaster Elaenia parvirostris Elaenia chiriquensis Elaenia frantzii Género Ornithion Ornithion brunneicapillus Género Camptostoma Camptostoma obsoletum Género Mecocerculus Mecocerculus leucophrys Mecocerculus poecilocercus Mecocerculus stictopterus Género Anairetes Anairetes agilis Género Serpophaga Serpophaga cinerea Género Phaeomyias Phaeomyias murina Género Capsiempis Capsiempis flaveola Género Pseudocolopteryx Pseudocolopteryx acutipenni Género Pseudotriccus Pseudotriccus pelzeln Pseudotriccus ruficeps Género Euscarthmus Euscarthmus meloryphus Género Zimmerius Zimmerius viridiflavus Zimmerius vilissimus Zimmerius chrysops Género Phylloscartes Phylloscartes ophthalmicus Phylloscartes lanyoni Phylloscartes poecilotis Género Mionectes Mionectes oleagineus Mionectes striaticollis Mionectes olivaceus Género Leptopogon Leptopogon amaurocephalus Leptopogon rufipectus Leptopogon superciliaris Género Sublegatus Sublegatus arenarum Género Myiophobus[editar] Myiophobus fasciatus Myiophobus flavicans Myiophobus pulcher Género Nephelomyias Nephelomyias pulcher Género Myiotriccus Myiotriccus ornatus Género Hemitriccus Hemitriccus margaritaceiventer Hemitriccus granadensis Género Oncostoma Oncostoma olivaceum Género Lophotriccus Lophotriccus pileatus Género Atalotriccus Atalotriccus pilaris Género Poecilotriccus Poecilotriccus ruficeps Poecilotriccus sylvia Género Todirostrum Todirostrum nigriceps Todirostrum cinereum Género Rhynchocyclus Rhynchocyclus brevirostris Rhynchocyclus olivaceus Género Tolmomyias Tolmomyias sulphurescens Género Platyrinchus Platyrinchus mystaceus Género Pyrrhomyias Pyrrhomyias cinnamomeus Género Aphanotriccus Aphanotriccus audax Género Cnemotriccus Cnemotriccus fuscatus Género Sayornis Sayornis nigricans Género Mitrephanes Mitrephanes phaeocercus Género Contopus Contopus cooperi Contopus fumigatus Contopus sordidulus Contopus virens Contopus cinereus Género Empidonax Empidonax virescens Empidonax traillii Género Pyrocephalus Pyrocephalus rubinus Género Knipolegus Knipolegus poecilocercus Género Muscisaxicola Muscisaxicola alpinus Género Myiotheretes Myiotheretes striaticollis Myiotheretes fumigatus Género Fluvicola Fluvicola pica, Género Arundinicola Arundinicola leucocephala Género Ochthoeca Ochthoeca rufipectoralis Ochthoeca frontalis Ochthoeca diadema Ochthoeca cinnamomeiventris Ochthoeca fumicolor Género Colonia Colonia colonus Género Machetornis Machetornis rixosa Género Legatus Legatus leucophaius Género Myiozetetes Myiozetetes cayanensis Myiozetetes similis Myiozetetes granadensis Género Pitangus Pitangus lictor Género Conopias Conopias parvus Género Myiodynastes Myiodynastes maculatus Myiodynastes chrysocephalus Myiodynastes luteiventris Género Megarynchus Megarynchus pitangua Género Tyrannopsis Tyrannopsis sulphurea Género Empidonomus Empidonomus varius Género Tyrannus Tyrannus savana Tyrannus melancholicus Tyrannus tyrannus Tyrannus dominicensis Género Rhytipterna Rhytipterna holerythra Género Myiarchus Myiarchus tuberculifer Myiarchus venezuelensis Myiarchus panamensis Myiarchus cephalotes Myiarchus apicalis Myiarchus crinitus Myiarchus tyrannulus Género Attila Attila spadiceus Turdidae Catharus aurantiirostris Catharus fuscater Catharus minimus Chatarus ustulatus Entomodestes coracinus Myadestes ralloides Turdus fuscater Turdus grayi Turdus ignobilis Turdus leucomelas Turdus leucops Turdus olivater Turdus serranus Troglodytidae Campylorhynchus griseus Campylorhynchus turdinus Campylorhynchus zonatus Cantorchilus leucotis Cantorchilus nigricapillus Cinnycerthia olivascens Cinnycerthia peruana Cinnycerthia unirufa Cistothorus platensis Cyphorhinus thoracicus Henicorhina leucophrys Henicorhina leucosticta Microcerculus marginatus Pheugopedius fasciatoventris Pheugopedius genibarbis Pheugopedius mystacalis Pheugopedius sclateri Pheugopedius spadix Troglodytes aedon Troglodytes solsttialis Tityridae Laniocera rufescens Pachyramphus cinnamomeus Pachyramphus polychopterus Pachyramphus rufus Pachyramphus versicolor Schiffornis turdina Tityra cayana Tityra inquisitor Tityra semifasciata Cardinalidae Cyanocompsa brissonii Cyanocompsa cyanoides Habia fuscicauda Habia cristata Habia gutturalis Passerina caerulea Pheucticus aureoventris Pheucticus ludovicianus Piranga flava Piranga leucoptera Piranga olivácea Piranga rubra Piranga rubriceps Cinclidae Cinclus leucocephalus Conopophagidae Conopophaga castaneiceps Corvidae Cyanocorax affinis Cyanocorax yncas Cyanolyca armillata Cyanolyca turcosa Cyanolyca viridicyanus Cotingidae Ampelion rubrocristatus Ampelion rufaxilla Cotinga nattererii Lipaugus fuscocinereus Lipaugus vociferans Pipreola arcuata Pipreola aureopectus Pipreola riefferii Pyroderus scutatus Querula purpurata Rupícola peruvianus Donacobiidae Donacobius atricapilla Emberizidae Ammodramus humeralis Arremon aurantiirostris Arremon brunneinucha Arremon torquatus Arremonops conirostris Atlapetes flaviceps Atlapetes leucopis Atlapetes pallidinucha Atlapetes rufinucha Atlapetes schistaceus Catemania analis Catemania homochroa Catemania inornata Chlorospingus canigularis Chlorospingus flavigularis Chlorospingus ophthalmicus Corryphospingus pileatus Emberizoides herbicola Haplospiza rústica Oreothraupis arremonops Oryzoborus angolensis Oryzoborus crassirostris Oryzoborus funereus Phrygilus unicolor Sicalis citrina Sicalis columbiana Sicalis flaveola Sicalis luteola Sporophila americana Sporophila bouvronicles Sporophila castaneiventris Sporophila intermedia Sporophila luctuosa Sporophila minuta Sporophila nigricollis Sporophila schistacea Volatinia jacarina Zonotrichia capensis Estrildidae Lonchura malacca | - Strigiformes Ver listaTytonidae Tyto alba Strigidae Asio stygius Bubo virginianus Ciccaba albitarsis Ciccaba nigrolineada Ciccaba virgata Glaucidium jardinii Megascops albogularis Megascops choliba Pseudoscops clamator Pulsatrix perspicillata | - Trogoniformes Ver listaTrogonidae Pharomachrus auriceps Pharomachrus fulgidus Pharomachrus pavoninus Trogon collaris Trogon comptus Trogon curucui Trogon melanurus Trogon personatus Togon rufus Trogon violaceus Trogon viridis |

| - Suliformes Ver listaAnhinguidae Anhinga anhinga Phalacrocoracidae Phoenicopterus ruber | - Phoenicopteriformes Ver lista | - Podicipediformes Ver listaPodicipedidae Podilymbus podiceps Tachybaptus dominicus | - Psittaciformes Ver listaPsittacidae Amazona amazónica Amazona autumnalis Amazona farinosa Amazona mercenaria Amazona ochrocephala Ara ararauna Ara severus Aratinga perinax | - Charadriiformes Ver listaScolopacidae Actitis macularius Calidris mauri Calidris minutilla Gallinago nobilis Gallinago jamesoni Tringa flavipes Tringa melanoleuca Tringa solitaria Tryngites subruficollis Rynchopidae Rynchops niger Recurvirostridae Himantopus mexicanus Charadriidae Charadrius collaris Vanellus chilensis Vanellus resplendens | - Tinamiformes Ver listaTinamidae crypturellus soui Crypturellus undulatus Nothocercus bonapartei Nothocercus Julius Tinamus major Tinamus tao |

| - Galliformes Ver listaCracidae Aburria aburri Chamaepetes goudotii Crax Alberti Ortalis garrula Ortalis guttata Ortalis motmot Ortalis ruficauda Penélope montagnii | - Falconiformes Ver lista | - Cuculiformes Ver listaCuculidae Coccycua minuta Coccycua pumila Coccyzus americanus Coccyzus erythropthalmus Coccyzus melacoryphus Coccyzus minor Crotophaga ani Crotophaga major Crotophaga sulcirostris Neomorphus geoffroyi Piaya cayana Tapera naevia | - Columbiformes Ver listaColumbidae Claravis mondetoura Claravis pretiosa Columba livia Columbina minuta Columbina passerina Columbina talpacoti Geotrygon frenata Geotrygon linearis Geotrygon montana Leptotila plumbeiceps Leptotila rufaxilla Leptotila verreauxi Patagioenas cayennensis Patagioenas fasciata Patagioenas plúmbea Patagioenas speciosa Patagioenas subvinacea Zenaida auriculata Zenaida macroura | - Ciconiiformes Ver listaCiconiidae Mycteria americana | - Cathartidae Ver listaCathartidae Cathartes aura Cathartes burrovianus Coragyps atratus Sarcoramphus papa Vultur gryphus |

| Algunas aves de Caldas y el orden correspondiente |                                          |                                        |                                    |                                |                                                                           |
|                                                   |                                          |                                        |                                    |                                |                                                                           |
| Parabuteo unicinctus Accipitriformes              | Chloroceryle americana Coraciiformes     | Anas platyrhynchos Anseriformes        | Colibri thalassinus Apodiformes    | Aramus guarauna Gruiformes     | Ardea alba Pelecaniformes                                                 |
|                                                   |                                          |                                        |                                    |                                |                                                                           |
| Malacoptila panamensis Galbuliformes              | Pogoniulus pusillus Piciformes           | Steatornis caripensis Caprimulgiformes | Cyclarhis gujanensis Passeriformes | Tyto alba Strigiformes         | Trogon collaris Trogoniformes                                             |
|                                                   |                                          |                                        |                                    |                                |                                                                           |
| Phalacrocorax brasilianus Suliformes              | Phoenicopterus ruber Phoenicopteriformes | Podilymbus podiceps ( Podicipediformes | Ara severa Psittaciformes          | Calidris mauri Charadriiformes | Tinamus tao Tinamiformes                                                  |
|                                                   |                                          |                                        |                                    |                                |                                                                           |
| Crax rubra Galliformes                            | Caracara cheriway Falconiformes          | Coccycua minuta Cuculiformes           | Paloma Columbiformes               | Jabiru mycteria Ciconiiformes  | Vultur gryphus Cathartidae (Familia, el orden como tal está en discusión) |

### Mamíferos
| - Didelphimorphia Ver listaDidelphidae Caluromys Caluromys derbianus Chironectes Chironectes minimus Didelphis Didelphis albiventris Didelphis marsupialis Marmosops Marmosops impavidus Marmosops parvidens Micoureus Micoureus demerarae Monodelphis Monodelphis adusta Philander Philander opossum | - Paucituberculata Ver listaCaenolestidae Caenolestes Caenolestes fuliginosus | - Pilosa Ver listaFolivora Megalonychidae Choloepus Choloepus hoffmanni Vermilingua Myrmecophagidae Tamandua Tamandua mexicana | - Cingulata Ver listaDasypodidae Cabassous Cabassous centralis Dasypus Dasypus novemcinctus | - Lagomorpha Ver listaLeporidae Sylvilagus Sylvilagus brasiliensis Sylvilagus floridanus | - Soricomorpha Ver listaSoricidae Cryptotis Cryptotis colombiana |

| - Chiroptera Ver listaEmballonuridae Cormura Cormura brevirostris Peropteryx Peropteryx kappleri Rhynchonycteris Rhynchonycteris naso Saccopteryx Saccopteryx bilineata Saccopteryx leptura Noctilionidae Noctilio Noctilio albiventris Phyllostomidae Phyllostominae Lonchorhina Lonchorhina aurita Micronycteris Micronycteris hirsuta Micronycteris megalotis Micronycteris minuta Mimon Mimon crenulatum Phyllostomus Phyllostomus discolor Phyllostomus hastatus Tonatia Tonatia brasiliense Tonatia silvicola Vampyrum Vampyrum spectrum Glossophaginae Anoura Anoura caudifera Anoura cultrata Anoura geoffroyi Choeroniscus Choeroniscus godmani Glossophaga Glossophaga longirostris Glossophaga soricina Lichonycteris Lichonycteris obscura Lonchophylla Lonchophylla robusta Carollinae Carollia Carollia brevicauda Carollia castanea Carollia perspicillata Sturnirinae Sturnira Sturnira aratathomasi Sturnira bidens Sturnira erythromos Sturnira lilium turnira ludovici Stenodermatinae Artibeus Artibeus jamaicensis Artibeus lituratus Artibeus glaucus Artibeus phaeotis Artibeus hartii Chiroderma Chiroderma salvini Mesophylla Mesophylla macconnelli Platyrrhinus Platyrrhinus brachycephalus Platyrrhinus dorsalis Platyrrhinus helleri Platyrrhinus vittatus Uroderma Uroderma bilobatum Vampyressa Vampyressa pusilla Desmodontinae Desmodus Desmodus rotundus Thyroptridae Thyroptera Thyroptera tricolor Vespertilionidae Eptesicus Eptesicus andinus Eptesicus brasiliensis Eptesicus fuscus Histiotus Histiotus montanus Lasiurus Lasiurus blossevillii Myotis Myotis albescens Myotis keaysi Myotis nigricans Myotis oxyotus Myotis riparius Rhogeessa Rhogeessa minutilla Rhogeessa tumida Molossidae Molossus Molossus molossus Molossus ater Molossus bondae Nyctinomops Nyctinomops laticaudatus | - Primates Ver listaCebidae Cebús Cebus albifrons Saguinus Saguinus leucopus Aotidae Aotus Aotus lemurinus Atelidae Alouatta Alouatta seniculus | - Carnivora Ver listaCanidae Cerdocyon Cerdocyon thous Urocyon Urocyon cinereoargenteus Procyonidae Nasua Nasua nasua Nasuella Nasuella olivacea Potos Potos flavus Mustelidae Eira Eira barbara Mustela Mustela frenata Felidae Leopardus Leopardus pardalis Leopardus tigrinus Puma Puma concolor | - Perissodactyla Ver listaTapiridae Tapirus Tapirus pinchaque | - Artiodactyla Ver listaTayassuidae Pecari Pecari tajacu Cervidae Mazama Mazama rufina | - Rodentia Ver listaSciuridae Microsciurus Microsciurus pucheranii Sciurus Sciurus granatensis Heteromyidae Heteromys Heteromys australis Muridae Sigmodontinae Akodon Akodon affinis Chilomys Chilomys instans Melanomys Melanomys caliginosus Microryzomys Microryzomys altissimus Microryzomys minutus Neacomys Neacomys tenuipes Oryzomys Oryzomys albigularis Oryzomys alfaroi Reithrodontomys Reithrodontomys mexicanus Rhipidomys Rhipidomys caucensis Sigmodon Sigmodon hispidus Thomasomys Thomasomys aureus Thomasomys baeops Thomasomys cinereiventer Thomasomys cinnameus Tylomys Tylomys mirae Zygodontomys Zygodontomys brunneus Erethizontidae Coendou Coendou rufescens Dinomydae Dinomys Dinomys branickii Hydrochaeridae Hydrochaeris Hydrochaeris hydrochaeris Dasyproctidae Dasyprocta Dasyprocta punctata Agoutidae Agouti Agouti paca Agouti taczanowskii Echimydae Proechimys Proechimys chrysaeolus |

| Algunos mamíferos de Caldas y el orden correspondiente |                                          |                              |                                  |                                  |                            |
|                                                        |                                          |                              |                                  |                                  |                            |
| Micoureus Didelphimorphia                              | Caenolestes fuliginosus Paucituberculata | Choloepus hoffmanni Pilosa   | Dasypus novemcinctus Cingulata   | Sylvilagus floridanus Lagomorpha | Soricomorpha               |
|                                                        |                                          |                              |                                  |                                  |                            |
| Saccopteryx bilineata Chiroptera                       | Sanguinus leucopus Primates              | Leopardus pardalis Carnivora | Tapirus pinchaque Perissodactyla | Mazama Rufina Artiodactyla       | Sigmodon hispidus Rodentia |

### Peces
| - Myliobatiformes Ver listaPotamotrygonidae Potamotrygon magdalenae | - Osteoglossiformes Ver listaOsteoglossidae Arapaima gigas Osteoglossum bicirrhosum | - Characiformes Ver listaParodontidae Parodon caliensis Parodon suborbitalis Saccodon dariensis Curimatidae Curimata mivartii Prochilodontidae Ichthyoelephas longirostris Prochilodus magdalenae Anostomidae Abramites eques Leporinus muyscorum Leporinus striatus Crenuchidae Characidium fasciatum Gasteropelecidae Gasteropelecus Characidae Argopleura conventus Argopleura diquensis Argopleura magdalenensis Astyanax bimaculatus Astyanax caucanus Astyanax gisleni Astyanax fasciatus Astyanax magdalenae Astyanax microlepis Brycon amazonicus Brycon henni Brycon moorei Brycon rubricauda Brycon sinuensis Bryconamericus caucanus Carlastyanax aurocaudatus Cheirodon interruptus Colossoma macropomum Creagrutus affinis Creagrutus brevipinnis Creagrutus caucanus Creagrutus Creagrutus magdalenae Cynopotamus magdalenae Genycharax tarpon Gephyrocharax caucanus Gephyrocharax melanocheir Gymnocorymbus ternetzi Hemibrycon boquiae Hemibrycon Hyphessobrycon flammeus Hyphessobrycon poecilioides Microgenys minuta Piaractus brachypomus Roeboides dayi Saccoderma hastata Salminus affinis Triportheus magdalenae Erythrinidae Hoplias malabaricus Ctenoluciidae Ctenolucius hujeta | - Siluriformes Ver listaCetopsidae Cetopsis othonops Aspredinidae Bunocephalus colombianus Dupouyichthys sapito Trichomycteridae Eremophilus mutisii Paravandellia phaneronema Trichomycterus banneaui Trichomycterus caliensis Trichomycterus knerii Trichomycterus chapmani Trichomycterus retropinnis Trichomycterus stellatus Trichomycterus straminius Trichomycterus striatus Astroblepidae Astroblepus chapmani Astroblepus chotae Astroblepus cyclopus Astroblepus grixalvii Astroblepus homodon Astroblepus longifilis Astroblepus micrescens Astroblepus nicefori Astroblepus trifasciaus Loricariidae Ancistrus centrolepis Chaetostoma fischeri Chaetostoma leucomelas Chaetostoma marginatum Chaetostoma milesi Chaetostoma thomsoni Crossoloricaria variegata Dasyloricaria filamentosa Hypostomus hondae Hypostomus ventromaculatus Hypostomus watwata Lasiancistrus caucanus Panaque cochliodon Rineloricaria jubata Rineloricaria magdalenae Spatuloricaria curvispina Spatuloricaria fimbriata Sturisoma aureum Sturisomatichthys leightoni Pseudopimelodidae Pseudopimelodus bufonius Heptapteridae Cetopsorhamdia boquillae Cetopsorhamdia molinae Cetopsorhamdia nasus Imparfinis nemacheir Pimelodella chagresi Pimelodella macrocephala Rhamdia quelen Pimelodidae Pimelodus blochii Pimelodus grosskopfii Pseudoplatystoma magdaleniatum Sorubim cuspicaudus Zungaro zungaro Auchenipteridae Ageneiosus pardalis | - Gymnotiformes Ver listaSternopygidae Eigenmannia virescens Sternopygus aequilabiatus Apteronotidae Apteronotus rostratus |

| - Cypriniformes Ver listaCyprinidae Carassius auratus auratus Ctenopharyngodon idella Cyprinus carpio carpio Danio albolineatus Danio rerio Epalzeorhynchos bicolor Hypophthalmichthys nobilis Puntius conchonius Puntius tetrazona Rasbora trilineata Tanichthys albonubes Trigonostigma heteromorpha | - Salmoniformes Ver listaSalmonidae Oncorhynchus mykiss Salvelinus fontinalis | - Atheriniformes Ver listaMelanotaeniidae Melanotaenia australis Melanotaenia boesemani Melanotaenia herbertaxelrodi Melanotaenia splendida splendida | - Cyprinodontiformes Ver listaRivulidae Rivulus elegans Rivulus magdalenae Poeciliidae Poecilia caucana Poecilia latipinna Poecilia latipunctata Poecilia reticulata Poecilia sphenops Poecilia velifera Xiphophorus helleri Xiphophorus maculatus Xiphophorus variatu | - Perciformes Ver listaSymphysanodontidae Symphysanodon aequifasciatus Centrarchidae Micropterus salmoides Sciaenidae Plagioscion magdalenae Cichlidae Amatitlania nigrofasciata Amphilophus macracanthus Aequidens pulcher Aequidens latifrons Astronotus ocellatus Caquetaia kraussii Caquetaia umbrifera Cichla monoculus Geophagus steindachneri Heros severus Maylandia zebra Melanochromis auratus Melanochromis johannii Mikrogeophagus ramirezi Neolamprologus brichardi Oreochromis aureus Oreochromis mossambicus Oreochromis niloticus niloticus Oreochromis Oreochromis urolepis hornorum Pelvicachromis pulcher Pseudotropheus elongatus Pterophyllum scalare Rocio octofasciata Tilapia rendalli Thorichthys meeki Tropheops gracilior Tropheops tropheops Osphronemidae Betta splendens Colisa lalia Macropodus opercularis Trichogaster leerii Trichogaster microlepis Trichogaster pectoralis Trichogaster trichopterus |

| Algunos peces de Caldas y el orden correspondiente |                                            |                                       |                                       |                                     |
|                                                    |                                            |                                       |                                       |                                     |
| Potamotrygon magdalenae Myliobatiformes            | Osteoglossum bicirrhosum Osteoglossiformes | Gymnocorymbus ternetzi Characiformes  | Chaetostoma milesi Siluriformes       | Eigenmannia virescens Gymnotiformes |
|                                                    |                                            |                                       |                                       |                                     |
| Carassius auratus auratus Cypriniformes            | Oncorhynchus mykiss Salmoniformes          | Melanotaenia boesemani Atheriniformes | Poecilia latipinna Cyprinodontiformes | Colisa lalia Perciformes            |

### Reptiles
| - Squamata Ver listaSuborden Sairia Familia Corytophanidae Basiliscus basiliscus Corytophanes cristatus Familia Gekkonidae Gonatodes albogularis Lepidoblepharis duolepis Familia Gymnophtalmidae Cercosaura vertebralis Riama columbiana Familia Iguanidae Iguana iguana Familia Dactyloidae Anolis antonii Anolis eulaemus Anolis heterodermus Anolis tolimensis Anolis ventrimaculatus Anolis Familia Teiidae Ameiva ameiva Suborden Serpentes Familia Colubridae Chironius monticola Dendrophidion bivittatus Drymarchon melanurus Lampropeltis triangulum Mastigodryas boddaerti Spilotes pullatus Pseustes shropshirei Familia Dipsadidae Atractus biseriatus Atractus manizalesensis Atractus titanicus Clelia equatoriana Dipsas sanctijoannis Erythrolamprus bizonus Imantodes cenchoa Liophis epinephelus Sibon nebulatus Familia Elapidae Micrurus mipartitus Familia Viperidae Bothriechis schlegelii Familia Leptotyphlopidae Trilepida joshuai Trilepida macrolepis | - Testudinata Ver listaFamilia Kinosternidae Cryptochelys leucostomum |

| Algunos reptiles de Caldas y el orden correspondiente |                                               |                                        |                                                    |
|                                                       |                                               |                                        |                                                    |
| Anolis eulaemus Squamata Suborden sairia              | Spilotes pullatus Squamata Suborden serpentes | Iguana iguana Squamata Suborden sairia | Bothriechis schlegelii Squamata Suborden serpentes |

## Flora
También presenta un alto grado de riqueza en cuanto a diversidad, al igual que la fauna la variedad de alturas, ecosistemas y climas, ha influenciado enormemente en su diversificación; en los páramos se encuentran el frailejón, aguaceral o colchón de agua y la loricaria o falso coral, en el páramo de San Félix se puede encontrar la palma de cera, en los bosques andinos hay gran variedad de especies desde la familia de los yarumos hasta los pinos colombianos, y orquídeas.